# Ahn Seon-tae
Đây là một tên người Triều Tiên, họ là Ahn.
Ahn Seon-tae (안선태; sinh ngày 12 tháng 5 năm 1983) là một cầu thủ bóng đá Hàn Quốc thi đấu ở vị trí hậu vệ cho Daejeon KHNP ở Giải Quốc gia Hàn Quốc.